# یاسترووو
یاسترووو (به لاتین: Jastrowo) یک روستا در لهستان است که در گمینا شاموتووه واقع شده‌است.